# KVD-1
O KVD-1 foi um motor de estágio de foguete criogênico queimando a mistura LOX/LH2, desenvolvida pelo KB KhIMMASH no início da década de 1960. Ele é uma versão modificada do motor RD-56 (11D56), desenvolvido para um estágio superios do foguete N1 que nunca foi completado. O KVD-1 gera um empuxo de 69.6 kN, pressão na câmara de 5.6 MPa, Isp de 462 s, tempo de queima de 800 s, comprimento de 2,14 m, diâmetro de 1,58 m e peso vazio de 282 kg.